# Мечтай со мной
«Мечтай со мной» — Всероссийский благотворительный проект, который воплощает в жизнь нематериальные мечты детей (от 3 до 17 лет) и пожилых людей (от 60 лет) с состоянием здоровья, угрожающим жизни.

## Общие сведения
Проект начал работу в октябре 2014 года как добровольческая инициатива в Татарстане. Главная идея проекта «Мечтай со мной» (мечтайсомной.рф) — исполнение нематериальных желаний, моральная поддержка и помощь в получении новых впечатлений, в которых нуждаются люди, переносящие длительные медицинские процедуры, и семьи, оказавшиеся из-за этого в трудной жизненной ситуации.
Руководитель проекта — общественный деятель Тимур Фадбирович Сафин.

## Деятельность
Осенью 2018 года проект вступил в платформу «Россия — страна возможностей» и приобрел статус Всероссийского.
В проекте приняли участие главы нескольких субъектов России, ведущие корпорации и частные компании, спортсмены, известные артисты, телеведущие и политики.
Проект «Мечтай со мной» является организатором Всероссийской акции «Ёлка желаний» (елкажеланий.рф). Накануне Нового года партнёры акции исполняют желания детей и пожилых людей с ограниченными возможностями здоровья, детей из малоимущих семей, детей-сирот и детей, оставшихся без попечения родителей, а также детей и пожилых людей с состоянием здоровья, угрожающим жизни.
Проект «Мечтай со мной» и акция «Ёлка желаний» были поддержаны Президентом России Владимиром Путиным. В 2018-м году глава государства исполнил мечты 5-и участников проекта «Мечтай со мной», а в 2019-м и 2020-м — поучаствовал в акции «Ёлка желаний», исполнив желания 4-х участников.
В акции приняли участие первый заместитель Руководителя Администрации Президента Российской Федерации Сергей Кириенко,
Председатель Правительства Российской Федерации Михаил Мишустин, Председатель Совета Федерации Федерального Собрания Российской Федерации Валентина Матвиенко, главы субъектов, руководитель корпораций.
Акция является ежегодной: в 2018-м году было исполнено 450 желаний, в 2019-м — 7500, в 2020-м — 13500.
В преддверии 75-й годовщины Великой Победы проект «Мечтай со мной» запустил акцию «Мечты победителей» (мечтыпобедителей.рф), в рамках которой исполнялись нематериальные мечты ветеранов Великой Отечественной войны, бывших совершеннолетних узников фашизма, жителей блокадного Ленинграда, несовершеннолетних узников фашизма, вдов инвалидов и участников ВОВ, детей войны, потомков победителей (родственников ветеранов ВОВ до 18 лет). Всего за время реализации акции было исполнено 73 мечты. В рамках акции также был запущен фотопроект «75 правил жизни победителей» совместно с Общероссийским народным фронтом.